# Dario Andriotto
Dario Andriotto (Busto Arsizio, 25 ottobre 1972) è un dirigente sportivo ed ex ciclista su strada italiano.
Nel 1994 fu campione del mondo nella cronometro a squadre dilettanti. Professionista dal 1995 al 2010, ottenne sei vittorie in carriera, tra cui un titolo italiano a cronometro. 

## Carriera
Dopo aver vinto tra i dilettanti il titolo mondiale 1994 della cronometro a squadre assieme a Gianfranco Contri, Luca Colombo e Cristian Salvato, Andriotto passò professionista a inizio 1995 con l'Amore & Vita di Ivano Fanini. Confermò negli anni successivi le abilità nelle prove a cronometro, laureandosi nel 1997 campione italiano di specialità nella categoria élite; in carriera ottenne inoltre tre vittorie al Gran Premio d'Europa, cronocoppie che si disputa annualmente a Bergamo.
Da professionista ottenne altre tre vittorie, fra cui nel 1997 una tappa al Tour de Pologne ed il Gran Premio Nobili Rubinetterie, entrambe a cronometro. Prese parte a dieci Giri d'Italia, concludendo la corsa in sei occasioni; portò inoltre a termine anche un Tour de France e due Vuelta a España. Si è ritirato dall'attività alla fine della stagione 2010, dopo sedici anni tra i professionisti.

## Palmarès
- 1992 (Dilettanti)

La Ciociarissima
- 1993 (Dilettanti)

La Nazionale a Romito Magra
Coppa Caduti - Puglia di Arezzo
- 1994 (Dilettanti)

Campionati del mondo, Cronometro a squadre
- 1995 (Amore & Vita, una vittoria)

Gran Premio d'Europa (cronocoppie, con Vitalij Kokorin)
- 1997 (Amore & Vita, quattro vittorie)

Campionati italiani, Prova a cronometro
8ª tappa Tour de Pologne (Cracovia > Cracovia, cronometro)
Gran Premio d'Europa (cronocoppie, con Cristian Salvato)
Gran Premio Nobili Rubinetterie (cronometro)
- 2000 (Alexia Alluminio, una vittoria)

Gran Premio d'Europa (cronocoppie, con Serhij Matvjejev)

## Piazzamenti

### Grandi Giri
- Giro d'Italia

1997: ritirato (17ª tappa)
1998: fuori tempo (17ª tappa)
2001: 130º
2002: ritirato (16ª tappa)
2003: 83º
2004: 54º
2005: 97º
2006: 146º
2009: ritirato (19ª tappa)
2010: 132º
- Tour de France

2003: 144º
- Vuelta a España

2003: 103º
2006: 115º

### Competizioni mondiali
- Campionati del mondo su strada

Palermo 1994 - Cronosquadre: vincitore